# Plan-d'Aups-Sainte-Baume
Plan-d'Aups-Sainte-Baume è un comune francese di 1 462 abitanti situato nel dipartimento del Var della regione della Provenza-Alpi-Costa Azzurra.

## Legenda aurea
Lazzaro, Maria Salome, Marta di Betania, Maria Jacobé e Maria Maddalena secondo la leggenda sarebbero arrivate in questi luoghi assieme alla serva Sara la Nera, dopo aver vagato in mare su una barca priva di remi. Dapprima giunsero nel territorio la Couronne, dove dopo lungo peregrinare trovarono finalmente un pozzo di acqua potabile: per tal motivo il luogo d'approdo è chiamato ancora oggi Santo Terro ("santa terra"), dove vi sono: una cappella dedicata alla Santa Croce, la chiesetta della Sainte-Croix, il famoso pozzo e quella che la tradizione indica come l'impronta di un piede di Lazzaro. Due volte l'anno vi è una processione alla cappella. Da qui, imbarcata l'acqua potabile necessaria, i santi personaggi avrebbero proseguito per la Camargue, per approdare a Saintes-Maries-de-la-Mer.
Nella chiesa gotica di Saint-Maximin-la-Sainte-Baume (1295) è conservato quello che si dice sia il teschio di Santa Maria Maddalena. Sainte Baume in antico provenzale significa "santa grotta": a Plan-d'Aups-Sainte-Baume, sotto la cima più alta del massiccio montagnoso, c'è una grotta dove la tradizione vuole che sia morta la Santa, oggi sede di una chiesa, che accoglie una fonte di acqua, e un convento domenicano. In tale chiesa è presente una reliquia della Maddalena.

## Società

### Evoluzione demografica
Abitanti censiti